# Fort Frederik

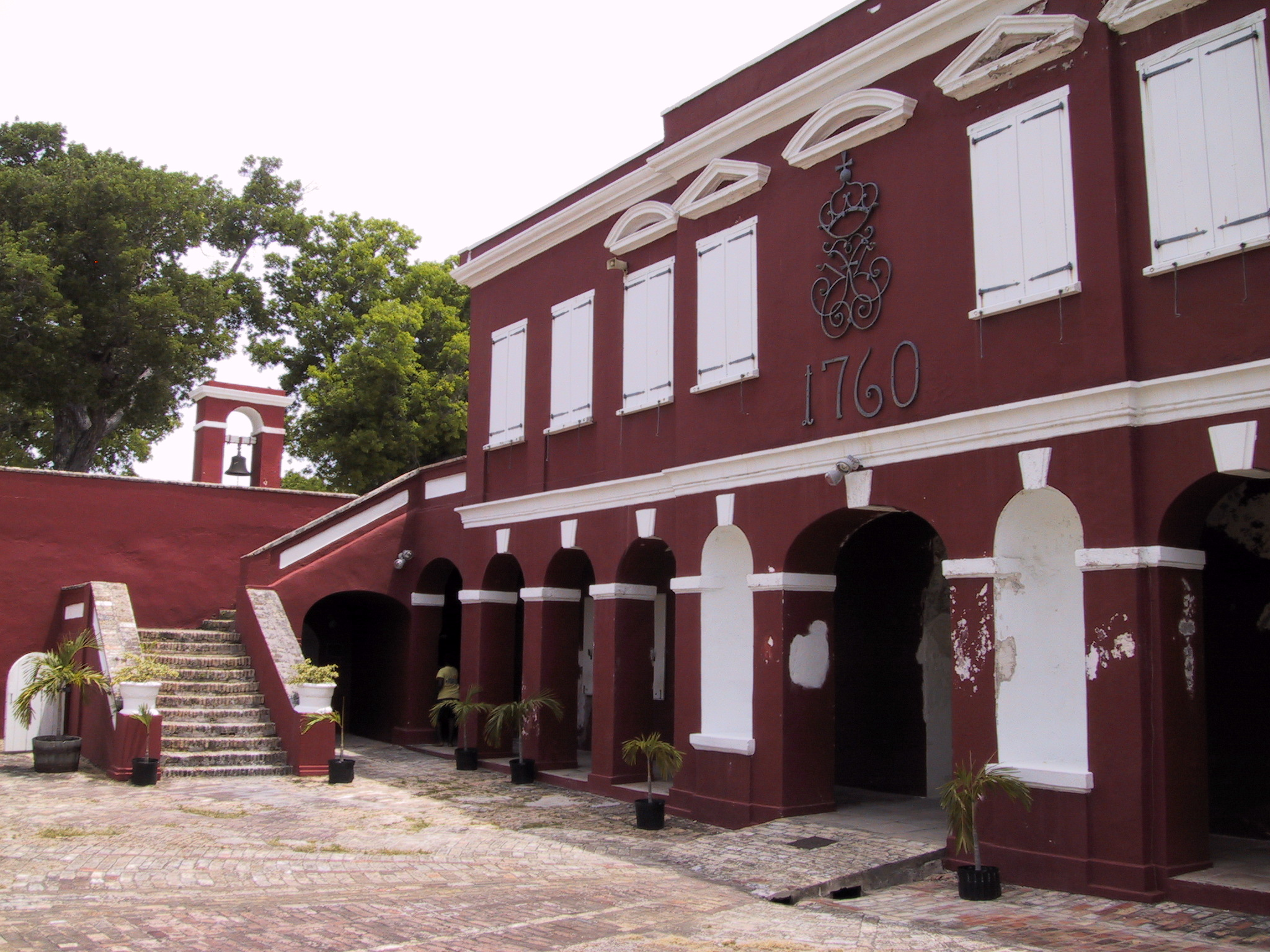
Fort Frederik

Fort Frederik ligger i Frederiksted på ön Saint Croix i ögruppen Amerikanska Jungfruöarna (U.S. Virgin Islands), före detta Danska Västindien. Danmark uppförde fortet för att markera sin närvaro på de dansk-västindiska öarna, samt för att beskydda den västra delen av Saint Croix mot angrepp från andra europeiska kolonialmakter och pirater. Fortet stod färdigt 1760. Både staden och fortet är uppkallade efter kung Fredrik V av Danmark. Vid fortet ligger Frihedspladsen, där Peter von Scholten den 3 juli 1848 deklarerade att alla slavar på de dansk-västindiska öarna var fria.

## Historia
Den 25 oktober 1776 avfyrades det från Fort Frederik de första utländska saluterna som erkännande av USA:s självständighet.
Fortet var skådeplats för två viktiga historiska händelser som ledde till avskaffandet av den slavbaserade ekonomin på Jungfruöarna. 1848 gjorde slavarna uppror, vilket ledde till frigivandet av alla slavar på de dansk-västindiska öarna. Därefter följde trettio år med dåliga löne- och arbetsförhållanden för de tidigare slavarna, således att de i realiteten ständigt var plantageägarnas slavar.
1878 påbörjades ett nytt uppror, som satte stopp för de dåliga arbetskontrakten.
Fortet renoverades och restaurerades 1976, då det fick sitt utseende från 1840 tillbaka. Idag är det öppet för turister.